# Sesto San Giovanni
Sesto San Giovanni est une commune italienne située dans la ville métropolitaine de Milan, dans la région de la Lombardie.
La ville abrite de nombreuses sociétés multinationales telles que Davide Campari, Alstom ou encore Engie.
Dom Giorgio De Capitani a été curé à Sesto San Giovanni dans la paroisse de San Giuseppe de 1973 à 1983.

## Histoire
Sesto San Giovanni est considérée comme un bastion historique de la gauche et du mouvement ouvrier italien.
Au début du XXe siècle, elle est l'une des villes les plus industrialisées d’Italie. Ses nombreuses usines occupent jusqu’à 40 % de sa superficie.
Sa population, en grande partie ouvrière, penche pour le Parti communiste italien (PCI) dès le début des années 1920 et forme, pendant la Seconde guerre mondiale, un des points principaux de la résistance antifasciste. En 1971, un décret présidentiel attribue à Sesto San Giovanni la « médaille d’or militaire », décrivant la ville comme ayant été la « citadelle ouvrière de la Résistance ». 
Après la guerre, elle constitue un bastion de la gauche, en particulier du Parti communiste. Elle est touchée par la désindustrialisation à partir des années 1980, perdant la plupart de ses usines. En conséquence, elle perd progressivement sa population ouvrière et se gentrifie, entrainant une modification des rapports de force politiques, et l’ancien bastion communiste bascule à droite en 2017 avec la victoire de la Ligue du Nord aux élections municipales.

## Administration
| Période                                  | Période  | Identité           | Étiquette | Qualité |
| ---------------------------------------- | -------- | ------------------ | --------- | ------- |
| 2017                                     | En cours | Roberto Di Stefano | Ligue     |         |
| Les données manquantes sont à compléter. |          |                    |           |         |

### Frazione
5 Circoscrizioni

### Communes limitrophes
Monza, Cinisello Balsamo, Brugherio, Cologno Monzese, Bresso, Milan.

## Jumelages
- Saint-Denis, France ;
- Zlín, République Tchèque ;
- Santo André, Brésil ;
- Terlizzi, Italie (depuis le 10 septembre 1979) ;
- Goražde, Bosnie Herzégovine.